# كاسبار نيهر
كاسبار نيهر (بالألمانية: Caspar Neher)‏ هو واضع كلمات الأوبرا نمساوي وألماني، ولد في 11 أبريل 1897 في آوغسبورغ في ألمانيا، وتوفي في 30 يونيو 1962 في فيينا في النمسا.

## وصلات خارجية
- كاسبار نيهر على موقع IMDb (الإنجليزية)
- كاسبار نيهر على موقع قاعدة بيانات برودواي على الإنترنت (الإنجليزية)
- كاسبار نيهر على موقع كينوبويسك (الروسية)